# جرید بایلس
جرید بایلس (انگلیسی: Jerryd Bayless؛ زادهٔ ۲۰ اوت ۱۹۸۸) یک بازیکن بسکتبال اهل ایالات متحده آمریکا است. از باشگاه‌هایی که در آن بازی کرده‌است می‌توان به نیو اورلینز پلیکانز، پورتلند تریل بلیزرز، تورنتو رپترز، ممفیس گریزلیز، بوستون سلتیکس، میلواکی باکس و فیلادلفیا سونتی‌سیکسرز اشاره کرد. وی در مسابقات بین‌المللی در مجموع برندهٔ ۱ مدال طلا شده‌است.